# Jean-Claude Killy
Jean-Claude Killy (Saint-Cloud, 30. kolovoza 1943.) bivši je francuski alpski skijaš koji je dominirao ovim sportom kasnih 1960-ih. Osvojio je tri zlatne medalje na Zimskim olimpijskim igrama u Grenobleu 1968. Osvajač je Velikog kristalnog globusa za prve dvije sezone Svjetskog skijaškog kupa.
Rođen je u Saint-Cloudu, predgrađu Pariza, tijekom nacističke okupacije Francuske. Nakon završetka rata njegova se obitelj preselila u Val d'Isere, poznato skijalište u Alpama. Njegova majka Madeline napustila je obitelj kad je imao sedam godina, pa se o njemu, starijoj sestri Frances i mlađem bratu Micku brinuo otac Robert. Jean-Claude je poslan u internat u Chamberyju, koji je 130 kilometara udaljen od sela Savoy u kojem su živjeli, što je teško prihvatio.
Killy je više pažnje posvećivao skijanju nego školi. Otac mu je dopustio napustiti školu kad mu je bilo petnaest godina, a godinu dana kasnije postao je član francuske juniorske reprezentacije. Tih je godina bio vrlo brz na utrkama, iako ih često nije završavao, pa početkom šezdesetih godina prošlog stoljeća nije bilježio veće uspjehe.
U prosincu 1961., Killy je prvi put pobijedio u veleslalomu na međunarodnoj utrci. Utrka se vozila u Val d'Isereu, a startao je 39.
Iako je kao izvrstan veleslalomaš bio uvršten u francusku reprezentaciju na Svjetskom prvenstvu 1962. u Chamonixu, to je natjecanje ipak morao propustiti. Naime, samo tri tjedna prije početka prvenstva, pokušavajući se kvalificirati za natjecanje u spustu na Svjetskom prvenstvu, na skijanju u sjeveroistočnoj Italiji u Cortini d'Ampezzo, teško se ozlijedio. Killy je skijao vrlo riskantno i pri ulasku u jednu kompresiju, nekih 180 metara od cilja, udario je u led, odmah se digao i završio utrku na jednoj skiji i to s najboljim vremenom. Ipak, slomljena mu je bila noga pa je Svjetsko prvenstvo pratio na štakama.
Dvije godine kasnije, kao 20-godišnjak, Killy se natjecao u svim trima disciplinima na Zimskim olimpijskim igrama u Innsbrucku jer ga je njegov trener želio pripremiti za sljedeće Zimske olimpijske igre. Bio je pogođen bolestima poput amebne dizenterije i hepatitisa, koje je dobio u Alžiru tijekom služenja vojnog roka u francuskoj vojsci. Bio je potpuno izvan forme i postizao je vrlo loše rezultate. U spustu je pao nekoliko metara nakon starta, u slalomu su mu otpali vezovi, a u veleslalomu je bio peti, iako je bio favorit u toj disciplini.
Prva polovica 1960-ih bila je prilično razočaravajuća za Killyja, no svoj je puni potencijal ostvario tijekom sljedećih godina. U kolovozu 1966. na Svjetskom prvenstvu u čileanskom Portillu prvi je put u jednoj međunarodnoj utrci pobijedio u spustu i uz to osvojio zlatnu medalju u kombinaciji. Svoj zenit dosegnuo je u prvoj sezoni Svjetskog skijaškog kupa, koja je započela u siječnju 1967. godine.
Killy je postao prvi pobjednik Svjetskog kupa 1967. godine, pobijedivši u 12 od 17 utrka. Te je sezone osvojio i naslove u svim disciplinama; pobijedio je u svih pet utrka spusta i u četiri od pet utrka veleslaloma.
Sljedeće godine osvojio je trostruku krunu u alpskom skijanju pobjedama na Olimpijskim igrama u Grenobleu, u disciplinama: spust, veleslalom i slalom. S obzirom da je bio prvi u spustu i slalomu, osvojio je i zlatnu medalju u kombinaciji.
Iste godine opet je lako osvojio Veliki kristalni globus, bio je najbolji u poretku veleslaloma, a drugi u poretku spusta i slaloma. Te su se sezone za Svjetski kup bodovale utrke s Olimpijskih igara. Na kraju sezone se umirovio i preselio u švicarsku Ženevu.
Nakon sportske karijere od 1977. do 1994. godine bio je član Izvršnog odbora Odbora za alpsko skijanje Međunarodne skijaške federacije. Bio je supredsjednik organizacijskog odbora Zimskih olimpijskih igara 1992. u Albertvilleu i predsjednik organizacijskog odbora biciklističke utrke Tour de France od 1992. do 2001. Od 1995. do 2008. bio je član Međunarodnog olimpijskog odbora. Odlikovan je Legijom časti 2000. godine.